# ديوس إكس: انقسمت البشرية
ديوس إكس: مانكايند دفايدد (بالإنجليزية: Deus Ex: Mankind Divided) هي لعبة فيديو بأسلوب السيبربنك من نوع تقمص أدوار وتصويب منظور الشخص الأول، ستصدر على أجهزة مايكروسوفت ويندوز وبلاي ستيشن 4 وإكس بوكس ون. اللعبة من تطوير إيدوس مونتريال ومن نشر سكوير إنكس. وهي تتمة لديوس إكس: هيومن ريفوليوشن التي صدرت في 2011.

## موجز
في سنة 2029 أصبح البشر المعززين ميكانيكيا منبوذين ويعيشون حياة عزلة تامة عن بقية المجتمع. الآن العميل السري «آدم جنسن» مضطر للعمل في عالم يحتقر الأشخاص من نوعه. بترسانة جديدة من الأسلحة لابد له من اختيار المسار الصحيح والأشخاص الجديرين بالثقة من أجل كشف مؤامرة عالمية واسعة.

## أسلوب اللعب
دعم اللعبة لخاصية «نيو قيم بلس»
أثناء حدث جيمز كوم 2015، أعلنت إيدوس مونتريال عبر بثٍ حي على موقع تويتر عن احتواء اللعبة على ميّزة «نيو قيم بلس» (بالإنجليزية: New Game Plus). ولا تُعد هذه المرة الأولى، حيث تمت إضافة هذه الخاصية في الجزء السابق ديوس إكس: هيومن ريفوليوشن وتحديدًا في نسخة الـDirector’s Cut الصادرة في 2013.

## وصلات خارجية
- الموقع الرسمي